# 广阳郡
廣陽郡，是西漢时设置的郡、國。

## 建置沿革

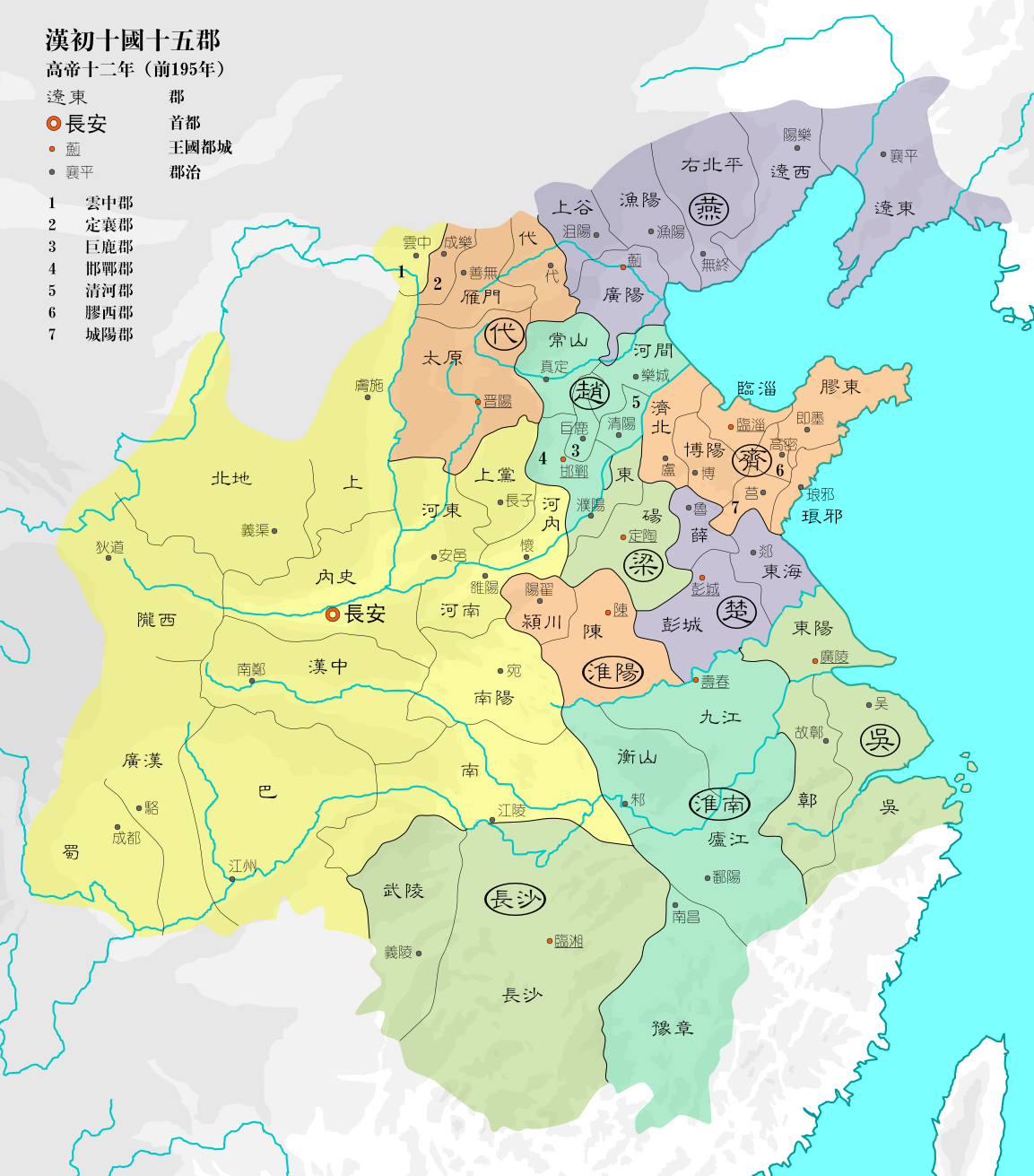
前195年，漢朝初期燕國所在的位置。

漢昭帝元鳳元年（前80年），廢除燕國，改置廣陽郡。漢宣帝本始元年（前73年），改為廣陽國。治所在薊縣（今北京市西城區），属幽州刺史部。領縣可考者有：薊、方城、廣陽、陰鄉、新昌、益昌。
本始四年（前70年），新昌縣改置侯國，別屬涿郡。漢元帝初元五年（前44年），析置臨鄉、西鄉、陽鄉三侯國，別屬涿郡。永光三年（前41年），益昌縣改置侯國，別屬涿郡。漢成帝綏和元年（前8年），析置方鄉侯國，別屬他郡。漢平帝元始二年（2年），方城縣改置侯國，析置當陽、廣城二侯國，別屬涿郡。至此，廣陽國僅餘薊、廣陽、陰鄉三縣。
新朝始建國元年（9年），貶廣陽王劉嘉為公，明年廢為庶人，國除為廣有郡，王莽敗後復為廣陽郡。
漢光武帝建武二年（26年），彭寵佔據廣陽郡，自立為燕王，改置燕國。建武五年（29年），彭寵敗，復為廣陽郡。建武十三年（37年），廣陽郡併入上谷郡。漢和帝永元八年（96年），復置廣陽郡，領五縣：薊、廣陽、昌平、軍都、安次。
魏明帝太和六年（232年），改廣陽郡為燕國。

## 人口
- 漢平帝元始二年（2年），廣陽國（薊、廣陽、陰鄉、方城四縣）有20740戶，70658口。[2]
- 漢順帝永和五年（140年），廣陽郡有44550戶，280600口。[6]

## 太守
- 曹仁，字子孝，沛國譙人，漢獻帝建安元年（196年）拜，未之郡。[7]

## 國主
- 廣陽頃王劉建，前73年－前45年在位。
  - 廣陽穆王劉舜，前44年－前24年在位。
    - 廣陽思王劉璜，前23年－前4年在位。
      - 廣陽王劉嘉，前3年－9年在位。